# Наталія Колат
Наталія Колат (пол. Natalia Kołat; нар. 19 листопада 1987) — колишня польська тенісистка.
Найвищу одиночну позицію світового рейтингу — 281 місце досягла 7 квітня 2008, парну — 135 місце — 3 серпня 2009 року.
Здобула 3 одиночні та 19 парних титулів туру ITF.
Завершила кар'єру 2013 року.

## Фінали ITF

### Одиночний розряд (3–2)
| Легенда         |
| --------------- |
| турніри $25,000 |
| турніри $10,000 |

| Фінали за покриттям |
| ------------------- |
| Тверде (1–1)        |
| Ґрунт (2–1)         |

| Результат | Ранг | Дата           | Турнір                   | Покриття | Суперниця                 | Рахунок          |
| --------- | ---- | -------------- | ------------------------ | -------- | ------------------------- | ---------------- |
| Перемога  | 1.   | 30 серпня 2004 | ITF Варшава, Польща      | Ґрунт    | Ольга Брозда              | 6–4, 4–6, 6–3    |
| Поразка   | 1.   | 30 серпня 2005 | ITF Гливиці, Польща      | Ґрунт    | Каталін Мароші            | 1–6, 3–6         |
| Перемога  | 2.   | 14 травня 2006 | ITF Варшава, Польща      | Ґрунт    | Уршуля Радванська         | 3–6, 7–5, 6–1    |
| Перемога  | 3.   | 15 жовтня 2012 | ITF Акко, Ізраїль        | Тверде   | Деніз Хазанюк             | 6–7(5), 6–4, 6–2 |
| Поразка   | 2.   | 8 квітня 2013  | ITF Шарм-еш-Шейх, Єгипет | Тверде   | Arabela Fernandez Rabener | 4–6, 3–6         |

### Парний розряд (19–11)
| Легенда         |
| --------------- |
| турніри $50,000 |
| турніри $25,000 |
| турніри $10,000 |

| Фінали за покриттям |
| ------------------- |
| Тверде (5–4)        |
| Ґрунт (14–6)        |
| Килим (0–1)         |

| Результат | Ранг | Дата              | Турнір                   | Покриття | Партнерка            | Суперниці                                     | Рахунок             |
| --------- | ---- | ----------------- | ------------------------ | -------- | -------------------- | --------------------------------------------- | ------------------- |
| Поразка   | 1.   | 14 травня 2005    | ITF Фалькенберг, Швеція  | Ґрунт    | Моніка Шнейдер       | Марі Андерссон Юганна Ларссон                 | 1–6, 1–6            |
| Перемога  | 1.   | 24 травня 2005    | ITF Олецько, Польща      | Ґрунт    | Ольга Брозда         | Ірина Кузьміна Алісе Вайдере                  | 5–7, 6–1, 6–1       |
| Перемога  | 2.   | 7 червня 2005     | ITF Варшава, Польща      | Ґрунт    | Ольга Брозда         | Вероніка Капшай Олена Чалова                  | 6–1, 6–4            |
| Поразка   | 2.   | 30 серпня 2005    | Гливиці, Польща          | Ґрунт    | Ольга Брозда         | Луціє Кріґсманнова Зузана Залабська           | 5–7, 6–4, 2–6       |
| Перемога  | 3.   | 30 травня 2006    | Олецько, Польща          | Ґрунт    | Ольга Брозда         | Ірина Кузьміна Алісе Вайдере                  | 6–2, 6–3            |
| Поразка   | 3.   | 18 липня 2006     | Звевегем, Бельгія        | Ґрунт    | Ольга Брозда         | Леслі Буткевіч Кароліне Мас                   | 2–6, 2–6            |
| Перемога  | 4.   | 8 серпня 2006     | Гдиня, Польща            | Ґрунт    | Ольга Брозда         | Олександра Малярчикова Оксана Теплякова       | 6–2, 6–1            |
| Поразка   | 4.   | 7 листопада 2006  | Ополе, Польща            | Килим    | Ольга Брозда         | Нікола Франькова Андреа Сестіні Главачкова    | 5–7, 0–6            |
| Поразка   | 5.   | 14 грудня 2006    | Валашке Мезиржичі, Чехія | Тверде   | Ольга Брозда         | Нікола Франькова Андреа Главачкова            | 1–6, 2–6            |
| Перемога  | 5.   | 10 квітня 2007    | Спліт, Хорватія          | Ґрунт    | Ольга Брозда         | Міхаела Бузернеску Антонія Ксенія Тоут        | 6–2, 6–1            |
| Перемога  | 6.   | 19 червня 2007    | Алкмар, Нідерланди       | Ґрунт    | Ольга Брозда         | Даніелле Гармсен Клер Лабланс                 | 6–3, 3–6, 6–3       |
| Поразка   | 6.   | 14 липня 2007     | Торунь, Польща           | Ґрунт    | Магдалена Кіщиньська | Сандра Мартинович Штефані Феґеле              | 6–2, 4–6, 3–6       |
| Поразка   | 7.   | 21 серпня 2007    | Вальштедт, Німеччина     | Ґрунт    | Штефані Гайднер      | Неда Козич Антонія Матіч                      | 1–6, 6–2, 3–6       |
| Перемога  | 7.   | 17 серпня 2010    | Вальштедт, Німеччина     | Ґрунт    | Ольга Брозда         | Марселла Кук Бернісе ван де Велде             | 3–6, 6–3, [10–8]    |
| Перемога  | 8.   | 24 серпня 2010    | Енсхеде, Нідерланди      | Ґрунт    | Ольга Брозда         | Каролін Даніелс Юлія Вахачик                  | 6–1, 6–3            |
| Перемога  | 9.   | 7 вересня 2010    | Катовиці, Польща         | Ґрунт    | Ольга Брозда         | Катажина Пітер Барбара Собашкевич             | 6–3, 6–3            |
| Перемога  | 10.  | 12 жовтня 2010    | Бол, Хорватія            | Ґрунт    | Катажина Кава        | Аня Прислан Ева Ваканно                       | 5–7, 6–4, [10–8]    |
| Поразка   | 8.   | 26 жовтня 2010    | Дубровник, Хорватія      | Ґрунт    | Ольга Брозда         | Дьяна Енаке Андрея-Роксана Вайдяну            | 3–6, 2–6            |
| Поразка   | 9.   | 24 листопада 2010 | Пршеров, Чехія           | Тверде   | Ольга Брозда         | Івета Герлова Луціє Кріґсманнова              | 1–6, 3–6            |
| Перемога  | 11.  | 17 січня 2011     | Таллінн, Естонія         | Тверде   | Вероніка Домаґала    | Яніна Даришина Поліна Родіонова               | 6–1, 6–0            |
| Перемога  | 12.  | 9 травня 2011     | Бостад, Швеція           | Ґрунт    | Ольга Брозда         | Юліана Лісарасо Аліна Весель                  | 7–6(3), 6–2         |
| Перемога  | 13.  | 16 травня 2011    | Бостад, Швеція           | Ґрунт    | Ольга Брозда         | Гільда Меландер Пауліна Мілосавлєвіч          | 6–3, 6–1            |
| Перемога  | 14.  | 15 червня 2011    | Алкмар, Нідерланди       | Ґрунт    | Ольга Брозда         | Кімберлі Кассар Ізабелла Шинікова             | 6–7(6), 6–2, [10–2] |
| Перемога  | 15.  | 26 липня 2011     | Палич, Сербія            | Ґрунт    | Ольга Брозда         | Karina Goia Далія Зафирова                    | 6–2, 6–3            |
| Поразка   | 10.  | 12 вересня 2011   | Porto Rafti, Греція      | Тверде   | Вероніка Домаґала    | Наталія Седліська Сильвія Заґурська           | 4–6, 0–6            |
| Поразка   | 11.  | 5 червня 2012     | Амаранте, Португалія     | Тверде   | Ольга Брозда         | Іветт Лопес Нурія Паррісас-Діас               | w/o                 |
| Перемога  | 16.  | 15 жовтня 2012    | Акко (місто), Ізраїль    | Тверде   | Ольга Брозда         | Нікола Франькова Катерина Яшина               | 6–2, 6–4            |
| Перемога  | 17.  | 22 жовтня 2012    | ITF Ашкелон, Ізраїль     | Тверде   | Ольга Брозда         | Нікола Франькова Яшина Катерина Юріївна       | 7–6(11), 6–1        |
| Перемога  | 18.  | 30 січня 2013     | ITF Шарм-еш-Шейх, Єгипет | Тверде   | Катажина Кава        | Александрина Найденова Яшина Катерина Юріївна | 6–1, 6–4            |
| Перемога  | 19.  | 17 квітня 2013    | ITF Шарм-еш-Шейх, Єгипет | Тверде   | Ольга Брозда         | Ольга Дорошина Лаура Пігоссі                  | 6–3, 6–1            |